# Bešinci
Bešinci – wieś w Chorwacji, w żupanii pożedzko-slawońskiej, w gminie Kaptol. W 2011 roku liczyła 88 mieszkańców.